# Студенац (филм)
Студенац је српски филм из 2020. године у режији Борка Брајовића. Филм је инспирисан истинитим догађајем. Премијера је одржана 27. новембра 2020. године на онлајн платформи Синесеум. 

## Радња
Давор је младић који живи у једном драгачевском селу у близини Гуче, његова животна прича наизглед и не би била другачија од дугих сличних да није рођен са изузетним талентом за тенис, међутим, живот нас води кроз чудне путеве и доводи нас некад у велика искушења из којих није лако изаћи. Даворова jедног облачног мајског дана лутају по селу и застаје испред старе сеоске напуштене кућице одакле му се губи сваки тра 

## Улоге
| Глумац          | Улога           |
| --------------- | --------------- |
| Предраг Васовић | Давор           |
| Никола Бошковић | Бобан           |
| Снежана Хорват  | Цана            |
| Дуња Шегрт      | Софија          |
| Тамара Петровић | Милица          |
| Борко Брајовић  | Милош           |
| Мирослав Хуђец  | Полицајац Душко |
| Маја Илић       | Драгана         |
| Славиша Чуровић | Ловац           |
| Иван Милинковић |                 |
| Владимир Јоргић | Ратко           |
| Ђорђе Ерчевић   | Пекар Аца       |
| Тихомир Станић  | Доктор Симић    |